# Station Loughborough Junction
Loughborough Junction is een spoorwegstation van National Rail in Lambeth in Engeland. Het station is eigendom van Network Rail en wordt beheerd door Govia Thameslink Railway. 